# Migliori prestazioni europee nei 60 metri piani
La lista delle migliori prestazioni europee nei 60 metri piani, aggiornata periodicamente dalla World Athletics, raccoglie i migliori risultati di tutti i tempi degli atleti europei nella specialità dei 60 metri piani.

## Maschili

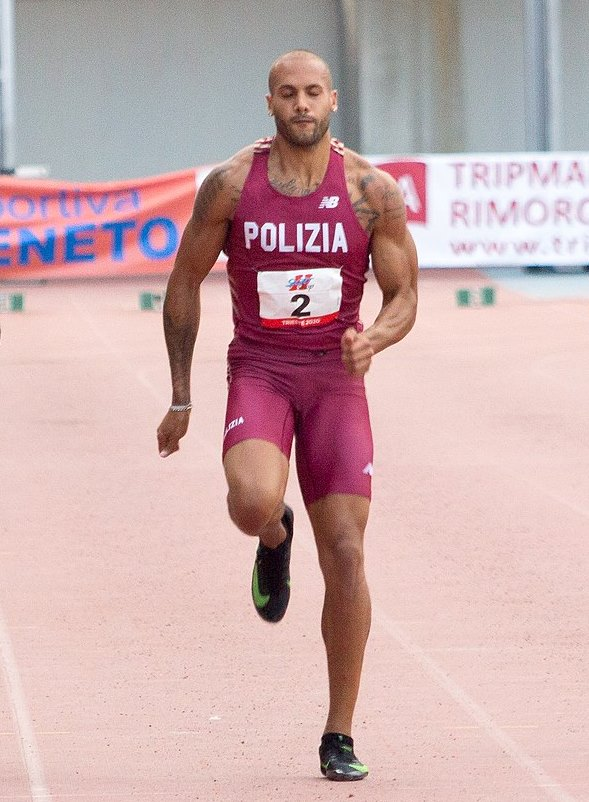
Marcell Jacobs, primatista europeo dei 60 m

Statistiche aggiornate al 4 marzo 2023.
|    | Tempo | Atleta             | Luogo      | Data             |
| -- | ----- | ------------------ | ---------- | ---------------- |
| 1. | 6"41  | Marcell Jacobs     | Belgrado   | 19 marzo 2022    |
| 2. | 6"42  | Dwain Chambers     | Torino     | 7 marzo 2009     |
| 3. | 6"45  | Ronald Pognon      | Karlsruhe  | 13 febbraio 2005 |
| 4. | 6"46  | Jason Gardener     | Maebashi   | 7 marzo 1999     |
| 5. | 6"47  | Linford Christie   | Liévin     | 19 febbraio 1995 |
| 5. | 6"47  | James Dasaolu      | Birmingham | 15 febbraio 2014 |
| 5. | 6"47  | Samuele Ceccarelli | Istanbul   | 4 marzo 2023     |
| 8. | 6"48  | Jimmy Vicaut       | Göteborg   | 2 marzo 2013     |
| 9. | 6"49  | Colin Jackson      | Parigi     | 11 marzo 1994    |
| 9. | 6"49  | Richard Kilty      | Sopot      | 8 marzo 2014     |
| 9. | 6"49  | Reece Prescod      | Berlino    | 20 febbraio 2023 |

## Femminili

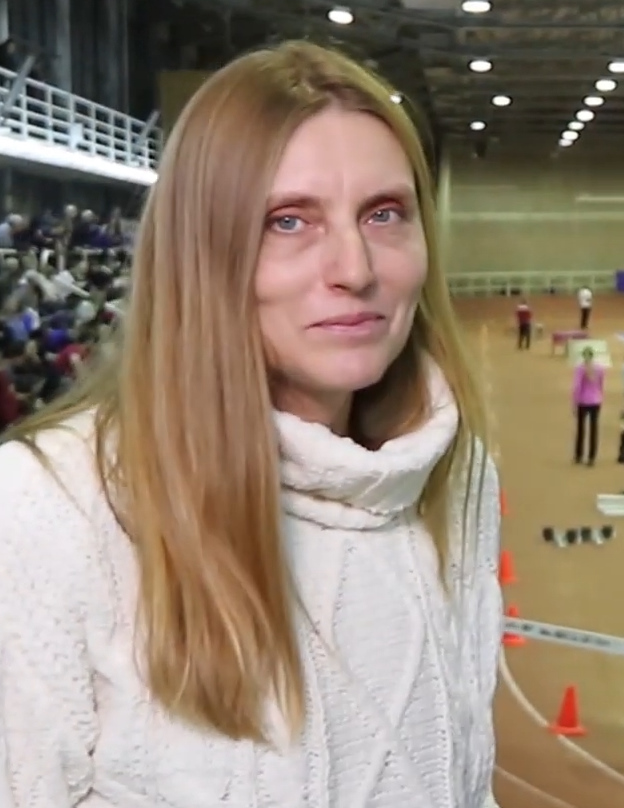
Irina Privalova, detentrice del record europeo dei 60 m

Statistiche aggiornate al 25 febbraio 2023.
|     | Tempo | Atleta                | Luogo       | Data             |
| --- | ----- | --------------------- | ----------- | ---------------- |
| 1.  | 6"92  | Irina Privalova       | Madrid      | 11 febbraio 1993 |
| 2.  | 6"96  | Aikaterinī Thanou     | Maebashi    | 7 marzo 1999     |
| 2.  | 6"96  | Mujinga Kambundji     | Belgrado    | 18 marzo 2022    |
| 4.  | 6"99  | Ewa Swoboda           | Toruń       | 5 marzo 2022     |
| 5.  | 7"00  | Nelli Cooman          | Madrid      | 23 febbraio 1986 |
| 5.  | 7"00  | Dafne Schippers       | Berlino     | 13 febbraio 2016 |
| 7.  | 7"03  | Anelija Nuneva        | Liévin      | 22 febbraio 1987 |
| 7.  | 7"03  | Ajla Del Ponte        | Toruń       | 7 marzo 2021     |
| 7.  | 7"03  | Dina Asher-Smith      | Birmingham  | 25 febbraio 2023 |
| 10. | 7"04  | Marita Koch           | Senftenberg | 16 febbraio 1985 |
| 10. | 7"04  | Silke Möller          | Budapest    | 6 marzo 1988     |
| 10. | 7"04  | Natallja Safronnikava | Minsk       | 21 febbraio 2001 |
| 10. | 7"04  | Petya Pendareva       | Lisbona     | 11 marzo 2001    |
| 10. | 7"04  | Mariya Bolikova       | Samara      | 4 febbraio 2006  |